# Карпов, Александр Терентьевич
Алекса́ндр Тере́нтьевич Ка́рпов (15 [28] октября 1917, Филенево, Калужская губерния — 20 октября или 29 октября 1944, Финский залив) — советский военнослужащий, участник Великой Отечественной войны, лётчик-истребитель, командир эскадрильи 123-го (27-го) Выборгского гвардейского истребительного авиационного полка 2-го Ленинградского гвардейского истребительного корпуса ПВО, дважды Герой Советского Союза.

## Биография
Родился 15 (28) октября 1917 год в деревне Филенево (ныне — в сельском поселении «Деревня Ястребовка», Ферзиковский район Калужской области) в семье крестьянина. По национальности русский.
С 1933 по 1935 год обучался в Калужском железнодорожном училище (ныне Калужский транспортно-технологический техникум).
С 1935 по 1939 года работал слесарем-инструментальщиком в цеху № 5 Калужского машиностроительного завода (ныне ОАО «Калугапутьмаш»).
В армии с 1939 года. По окончании в 1940 году Качинской военной авиационной школы имени А. Ф. Мясникова младший лейтенант Карпов был направлен в лётную авиационную часть на Украине.
В июле 1941 года оказался на фронте. Участвовал в боях под Москвой. С сентября 1941 года был переведён под Ленинград, где, командуя эскадрильей 27-го гвардейского истребительного авиационного полка, прикрывал легендарную Дорогу жизни в составе авиации ПВО Ленинградского фронта.
В конце июля 1943 года в пяти боевых вылетах подряд старший лейтенант Карпов сбил семь самолётов противника.
Указом Президиума Верховного Совета СССР от 28 сентября 1943 года за образцовое выполнение боевых заданий командования и проявленные при этом мужество и героизм Карпову Александру Терентьевичу было присвоено звание Героя Советского Союза с вручением ордена Ленина и медали «Золотая Звезда» (№ 1202).
30 июня 1944 года гвардии капитан Карпов сбил очередной вражеский самолёт, который было решено считать тысячным гитлеровским самолётом, сбитым на «Як-1» в небе над Ленинградом.
22 августа 1944 года Указом Президиума Верховного Совета СССР гвардии капитан Карпов Александр Терентьевич был удостоен второй медали «Золотая Звезда».
20 октября 1944 года при перелёте Таллин — Гатчина в плохих метеоусловиях самолёт Карпова врезался в Финский залив.
Всего за время войны совершил 456 боевых вылетов, провел 97 воздушных боёв, лично сбил 27 самолётов противника и 9 — в группе.

## Награды
- Медаль «Золотая Звезда» Героя Советского Союза № 1202 (28.09.1943).
- Медаль «Золотая Звезда» Героя Советского Союза (22.08.1944).
- Орден Ленина.
- 3 ордена Красного Знамени.
- Орден Александра Невского.
- Медали.

## Память

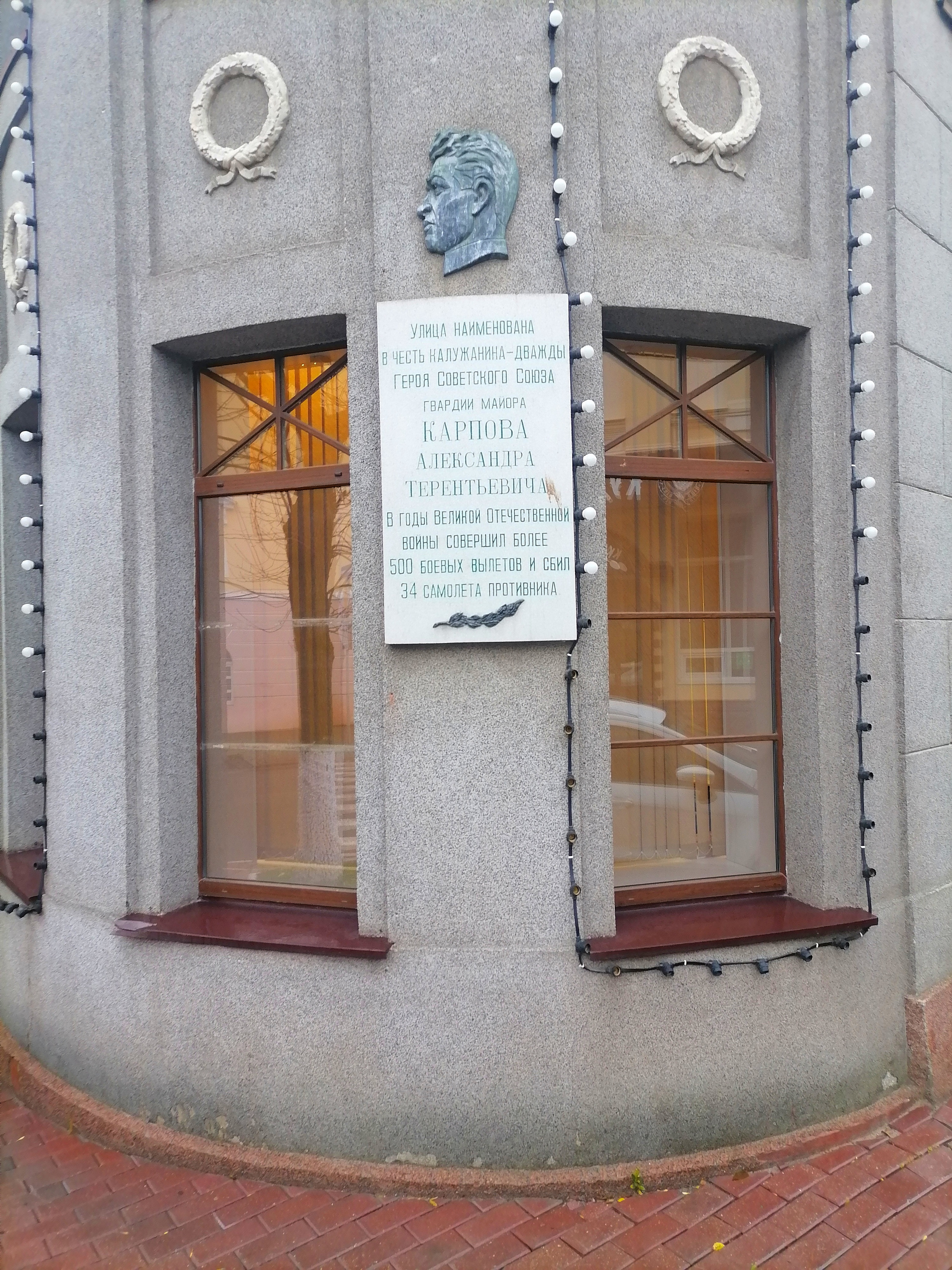
Мемориальная доска в Калуге

- Бронзовый бюст А. Т. Карпова установлен в Калуге[12] в сквере, названном в его честь.
- 7 мая 1990 года посмертно удостоен звания «Почётный гражданин города Калуги».
- Профессиональное училище № 1 в Калуге носит имя Героя.
- В честь А. Т. Карпова названа улица и переулок в Калуге. В начале улицы установлена памятная доска[13].
- Ежегодно в октябре в Калуге проводятся Дни памяти А. Т. Карпова.
- В посёлке Левашово (Санкт-Петербург) именем А. Т. Карпова назван один из проспектов и средняя школа № 472. В 1946 году в посёлке установлен кенотаф[14]
- На заводе, где он работал, установлена мемориальная доска.
- В посёлке Ферзиково установлен памятник в сквере, названном в его честь.